# 9K111 파곳

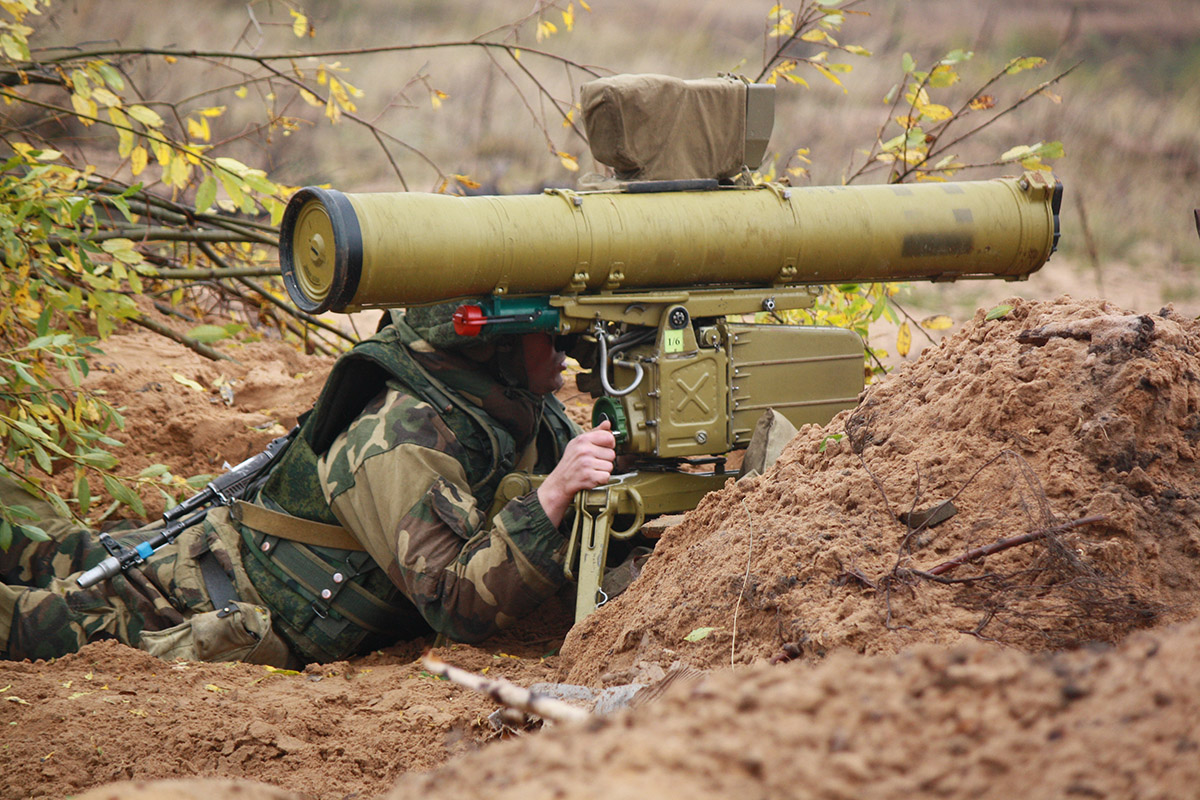
2017년 9K111 파곳을 사용중인 러시아 공수부대

9K111 파곳은 러시아의 대전차 미사일이다. 나토명은 AT-4 스피곳이다.

## 역사
1962년 차세대 SACLOS 대전차 미사일 개발을 시작했다. 보병 휴대용과 차량 장착을 목표로 했다. 1970년 실전배치되었다.

## 모델
| [ 1 ]      | 9M111/AT-4A             | 9M111-2/AT-4B           | 9M111M/AT-4C                   |
| ---------- | ----------------------- | ----------------------- | ------------------------------ |
| 발사관중량 | 13 kg (29 lb)           | 13 kg (29 lb)           | 13.4 kg (30 lb)                |
| 사거리     | 75–2,000 m              | 75–2,500 m              | 75–2,500 m                     |
| 탄두       | HEAT, 400 mm RHA 관통력 | HEAT, 460 mm RHA 관통력 | Tandem HEAT, 600 mm RHA 관통력 |

## 북한
2016년 2월 27일, 김정은 위원장이 9M133 코넷의 국내생산 버전인 불새-3 휴대용 레이저 유도 대전차 미사일 시험발사를 참관했다. 유선유도인 9K111 파곳(불새-2) 보다 훨씬 발전된 모델이다. 그러나, 아직 대량생산이 완료되어 실전배치가 완료된 주력 모델은 불새-2로 추정된다.
2017년 1월 24일, 이스라엘의 군사전문 매체인 데브카파일은 복수의 정보 소식통을 인용해 "지난 3 주 동안 북한의 대전차 미사일 불새-2 배송화물이 리비아로부터 시나이반도와 새로운 땅굴을 통해 가자지구 내 하마스 손에 들어갔다"고 보도했다. 사거리 2.5km인 불새-2는 북한이 러시아제 대전차 미사일(9K111,9K111-1)을 복제 혹은 개량한 것으로, 유선 유도 형태이다. 하마스가 지금까지 사들인 북한산 불새-2는 1500여 대로 추정된다고 데브카파일은 추정했다.

## 같이 보기
- 9M133 코넷